# Onthophagus turpidoides
Onthophagus turpidoides är en skalbaggsart som beskrevs av Kabakov 2008. Onthophagus turpidoides ingår i släktet Onthophagus och familjen bladhorningar. Inga underarter finns listade i Catalogue of Life.